# Condado de Nemaha (Nebraska)
O Condado de Nemaha é um dos 93 condados do estado norte-americano de Nebraska. A sede do condado é Auburn, que é também a sua maior cidade. O condado tem uma área de 1067 km² (dos quais 8 km² estão cobertos por água), uma população de 7576 habitantes, e uma densidade populacional de 7 hab/km² (segundo o censo nacional de 2000). Foi fundado em 1855 e recebeu o seu nome a partir da palavra Nimaha, a palavra no povo Otoe que significa terra húmida, em referência às terras que há no condado e que drenam para o rio Missouri.